# گورست (واشینگتن)
گورست (به انگلیسی: Gorst) یک منطقهٔ مسکونی در ایالات متحده آمریکا است که در شهرستان کیتساپ، واشینگتن واقع شده‌است. گورست ۵۹۲ نفر جمعیت دارد.